# NCIS (4.ª temporada)
A quarta temporada de NCIS começou em 19 de setembro de 2006 e terminou em 22 de maio de 2007.

## Elenco
| Participante | Participante | Participante | Participante | Participante | Participante        |
| ------------ | ------------ | ------------ | ------------ | ------------ | ------------------- |
|              | Principal    |              | Recorrente   |              | Convidado/Flashback |

| Personagem             | Ator/atriz         | Cargo                                                        | Participante |
| ---------------------- | ------------------ | ------------------------------------------------------------ | ------------ |
| Leroy Jethro Gibbs     | Mark Harmon        | Agente especial Supervisor do NCIS                           |              |
| Tony DiNozzo           | Michael Weatherly  | Agente Especial Senior do NCIS                               |              |
| Ziva David             | Cote de Pablo      | Agente de Ligação MOSSAD-NCIS                                |              |
| Abby Sciuto            | Pauley Perrette    | Especialista Forense do NCIS                                 |              |
| Timothy McGee          | Sean Murray        | Agente Especial do NCIS                                      |              |
| Jenny Shepard          | Lauren Holly       | Diretora do NCIS                                             |              |
| Donald "Ducky" Mallard | David McCallum     | Chefe dos Legistas do NCIS                                   |              |
| Jimmy Palmer           | Brian Dietzen      | Legista assistente do NCIS                                   |              |
| Mike Franks            | Muse Watson        | Ex Agente (Chefe Gibbs durante a transição do NIS para NCIS) |              |
| Michelle Lee           | Liza Lapira        | Agente do NCIS                                               |              |
| "La Grenouille"        | Armand Assante     | Traficante de Armas (Pai da Namorada do DiNozzo)             |              |
| Hollis Man             | Susanna Thompson   | Tenente-coronel do CID (Exército americano)                  |              |
| Jeanne Benoit          | Scottie Thompson   | Namorada do Agente DiNozzo                                   |              |
| Trent Kort             | David Dayan Fisher | Agente Especial da CIA                                       |              |
| Tobias Fornell         | Joe Spano          | Agente Especial do FBI                                       |              |
| Cynthia                | Stephanie Mello    | Secretária Diretora Sheppard                                 |              |
| Sarah McGee            | Troian Bellisario  | Irmã McGee                                                   | Ep. 9        |
| Paula Cassidy          | Jessica Steenuse   | Agente do NCIS                                               | Ep.19        |

## Episódios
A quarta temporada de NCIS caracterizou-se por um dos mais longos arcos dramáticos de toda a série, a investigação sobre o traficante de armas "La Grenouille", que se estendeu até o início da temporada seguinte.
| Sequência | Episódios | Título                          | Direção             | Escrito por                                     | Data de exibição        | Audiência EUA (em milhões) |
| --- | --------- | ------------------------------- | ------------------- | ----------------------------------------------- | ----------------------- | -------------------------- |
| 71 | 1         | "Foragido"                      | William Webb        | Donald Bellisario e John Kelley                 | 19 de setembro de 2006  | 13.80                      |
| Ziva acaba presenciando um crime político, vira suspeita e não pode contar com o apoio de Gibbs , que se afastou da equipe. Caberá a Tony comandar a equipe e provar sua inocência. Personagens recorrentes: Muse Watson como Mike Franks e Liza Lapira como Agente Junior do NCIS Michele Lee. |           |                                 |                     |                                                 |                         |                            |
| 72 | 2         | "Lhe Fugiu"                     | Dennis Smith        | Steven Binder e Christopher Silber              | 26 de setembro de 2006  | 14.12                      |
| Quando um homem que foi condenado pelo agente do FBI Fornell no passado foge e ameaça não apenas ele, mas também sua filha, Gibbs retorna de sua aposentadoria para reabrir o caso de assalto à mão armada do condenado. Com sua ex-equipe ao lado dele, Gibbs questiona um marinheiro aposentado que aparentemente foi a única pessoa a ter tido contato com o suspeito deles desde que ele foi preso. Mas enquanto a investigação progride, a equipe do NCIS descobre que o homem que eles estão caçando está querendo mais do que se vingar. Personagem recorrente: Joe Spano como Agente do FBI Tobias Fornell e e Liza Lapira como Agente Junior do NCIS Michele Lee. |           |                                 |                     |                                                 |                         |                            |
| 73 | 3         | "Destacou"                      | Terrence O'Hara     | David North                                     | 3 de outubro de 2006    | 15.89                      |
| Um carro abandonado é encontrado coberto de sangue, os documentos do carro remetem a uma tenente da Marinha. Os NCIS descobrem que a tenente desparecida estava saindo com vários homens, em busca de um par perfeito para ela. |           |                                 |                     |                                                 |                         |                            |
| 74 | 4         | "Fingindo"                      | Thomas J. Wright    | Shane Brennan                                   | 10 de outubro de 2006   | 15.86                      |
| Depois que a polícia prener um homem que mantinha uma arma escondida, um carro bate na patrulha com um homem morto no volante. Personagem recorrente: Muse Watson como Mike Franks. |           |                                 |                     |                                                 |                         |                            |
| 75 | 5         | "Morte e Sepultamento"          | Colin Bucksey       | Nell Scovell                                    | 17 de outubro de 2006   | 15.92                      |
| Quando o corpo de um "Lance Corporal" é encontrado morto em um casa vazia, os NCIS descobrem que ele foi enterrado no quintal e então exumado. Após a identicação do corpo, descobrem que ele teria de ir para o Iraque, mas nunca apareceu. A investigação leva-os a uma nova pista: ele tinha duas esposas - ou até mais. |           |                                 |                     |                                                 |                         |                            |
| 76 | 6         | "Caça às Bruxas"                | James Whitmore, Jr. | Steven Kriozere                                 | 31 de outubro de 2006   | 15.94                      |
| É Halloween e os NCIS estão investigando um caso. A filha de um Marine foi sequestrada após um ataque em sua casa. A investigação sugere que o casal estava separado. |           |                                 |                     |                                                 |                         |                            |
| 77 | 7         | "Tufão de Areia"                | Dennis Smith        | Robert Palm                                     | 7 de novembro de 2006   | 15.44                      |
| Quando um oficial da Marinha morre depois de uma explosão em um campo de golf militar, a equipe de NCIS precisa investigar o suspeito ataque com a ajuda da Divisão de Investigação Criminal do Exército (CID). Gibbs conhece alguém que pode ser sua futura ex-mulher. Personagem recorrente: Susanna Thompson como Tenente Coronel Hollis Mann |           |                                 |                     |                                                 |                         |                            |
| 78 | 8         | "Era Uma Vez Um Herói"          | Thomas J. Wright    | Shane Brennan                                   | 14 de novembro de 2006  | 15.80                      |
| Quando um veterano condecorado da Marinha é encontrado morto, a equipe de NCIS precisa descobrir o que aconteceu com ele. A novata Agente Lee é enviada em uma missão perigosa. Personagem recorrente: Liza Lapira como Agente Junior do NCIS Michele Lee. |           |                                 |                     |                                                 |                         |                            |
| 79 | 9         | "Irmã"                          | Terrence O'Hara     | Steven Binder                                   | 21 de novembro de 2006  | 17.00                      |
| Ignorando as regras, McGee arrisca sua carreira quando ele decide investigar sozinho um caso quando sua irmã aparece em sua casa sangrando e desorientada. Enquanto McGee se esforça para descobrir o paradeiro de sua irmã na noite anterior, ele descobre que a equipe do NCIS está investigando o assassinato de um marinheiro que teve um relacionamento com sua irmã. Personagem recorrente: Troian Bellisario como Sarah McGee. |           |                                 |                     |                                                 |                         |                            |
| 80 | 10        | "Queimado"                      | Dennis Smith        | John Kelley e Robert Palm                       | 28 de novembro de 2006  | 17.96                      |
| Quando o corpo carbonizado e mumificado de uma pessoa desaparecida é encontrada numa base da Marinha, os NCIS precisa trabalhar com o FBI. Descobre-se que o corpo carbonizado era de um serial killer. Personagens recorrentes: Joe Spano como Agente do FBI Fornell e David Dayan Fisher como Trent Kort. |           |                                 |                     |                                                 |                         |                            |
| 81 | 11        | "Dirigido"                      | Dennis Smith        | Richard Arthur, John Kelley e Nell Scovell      | 12 de dezembro de 2006  | 17.39                      |
| Quando um veiculo robótico chamado “Otto”, parte de um grande projeto do departamento de Defesa, causa a morte de uma tenente, e depois quase mata Abby, os NCIS precisam encontrar quem sabotou o veículo e assassinou a tenente. Personagem recorrente: David Dayan Fisher como Trent Kort. |           |                                 |                     |                                                 |                         |                            |
| 82 | 12        | "Suspeita"                      | Colin Bucksey       | Shane Brennan                                   | 16 de janeiro de 2007   | 15.95                      |
| Quando um integrante do alto escalão da Marinha é encontrado morto em um quarto de hotel, os NCIS precisam encontrar o assassino. No entanto, o departamento do xerife local já limparam a cena do crime e realizaram uma autópsia. Eles também têm um suspeito - um cidadão iraquiano. Porém, com tantas suspeitas, Gibbs está determinado a resolver o caso. |           |                                 |                     |                                                 |                         |                            |
| 83 | 13        | "O Retorno de Sharif"           | Terrence O'Hara     | Steven Binder                                   | 23 de janeiro de 2007   | 14.83                      |
| Quando os NCIS descobrem que 10 kilos de uma arma química altamente perigosa está nas mãos de Manoun Sharif, um terrorista procurado, eles vão ter que encontrá-lo antes que seja tarde demais. Personagem recorrente: Susanna Thompson como Tenente Coronel Hollis Mann |           |                                 |                     |                                                 |                         |                            |
| 84 | 14        | "Blowback"                      | Thomas J. Wright    | Shane Brennan, David North e Christopher Silber | 6 de fevereiro de 2007  | 16.16                      |
| Após capturar um traficante internacional, os NCIS descobrem que armas especiais da Marinha serão vendidas para "La Grenouille" (Armand Assante), um importante negociador de armas. Para impedir a negociação, a Diretora Shepard manda a equipe enviar Ducky disfarçado. Enquanto isso, outro órgão do governo parece estar trabalhando no mesmo caso, com planos diferentes. Personagem recorrente: David Dayan Fisher como Trent Kort. |           |                                 |                     |                                                 |                         |                            |
| 85 | 15        | "Amigos e Amores"               | Dennis Smith        | John Kelley                                     | 13 de fevereiro de 2007 | 15.36                      |
| Quando o corpo de um marinheiro é encontrado abandonado, todas as evidências apontam que a vitima morreu de overdose, mas na medida em que as investigações continuam, descobre-se que ele foi assassinado. |           |                                 |                     |                                                 |                         |                            |
| 86 | 16        | "Os Últimos Passos de um Homem" | Colin Bucksey       | Nell Scovell                                    | 20 de fevereiro de 2007 | 15.90                      |
| Um tenente da Marinha chega ao NCIS com envenenamento por radiação solicitando que a equipe investigue seu assassinato. Ziva se comove com a vítima. Personagem recorrente: Liza Lapira como Agente Junior do NCIS Michele Lee. |           |                                 |                     |                                                 |                         |                            |
| 87 | 17        | "Esqueletos"                    | James Whitmore, Jr. | Jesse Stern                                     | 27 de fevereiro de 2007 | 16.16                      |
| A equipe investiga cripta cheia de partes de corpos misturadas. Personagem recorrente: Susanna Thompson como Tenente Coronel Hollis Mann |           |                                 |                     |                                                 |                         |                            |
| 88 | 18        | "Homem de Gelo"                 | Thomas J. Wright    | Shane Brennan                                   | 20 de março de 2007     | 15.69                      |
| Descobre-se na mesa de autópsia que militar congelado está vivo. Personagem recorrente: Muse Watson como Mike Franks. |           |                                 |                     |                                                 |                         |                            |
| 89 | 19        | "Prazo de Carência"             | James Whitmore, Jr. | John Kelley                                     | 3 de abril de 2007      | 13.79                      |
| Uma equipe de NCIS, liderada por Paula Cassidy, descobre uma dica sobre atividade terrorista, mas acaba sendo uma armadilha, resultando na morte de dois agentes de Cassidy. Gibbs e sua equipe são enviados para investigar as mortes com Cassidy. No final, Paula Cassidy morre em uma explosão, uma tristeza para a equipe, principalmente Tony. Personagens recorrentes: Jessica Steen como Paula Cassidy e Susanna Thompson como Tenente Coronel Hollis Mann. |           |                                 |                     |                                                 |                         |                            |
| 90 | 20        | "Artigo de Capa"                | Dennis Smith        | David North                                     | 10 de abril de 2007     | 14.38                      |
| Durante a investigação do assassinato de um suboficial, McGee é instável quando os elementos da cena do crime se assemelham às descrições de seu novo romance, que ainda não acabou. |           |                                 |                     |                                                 |                         |                            |
| 91 | 21        | "Irmãos de Armas"               | Martha Mitchell     | Steven Binder                                   | 24 de abril de 2007     | 14.17                      |
| Informante sobre La Grenouille é morto ao se encontrar com a Diretora Shepard. Personagens recorrentes: Joe Spano como Agente do FBI Fornell e David Dayan Fisher como Trent Kort. |           |                                 |                     |                                                 |                         |                            |
| 92 | 22        | "No Escuro"                     | Thomas J. Wright    | Steven Binder                                   | 1 de maio de 2007       | 13.83                      |
| O assistente de um fotógrafo cego percebe um suboficial morto em uma das fotografias e chama NCIS. Gibbs e sua equipe usam a ajuda do fotógrafo para reconstruir a cena do crime através de seu sentidos aguçados de audição e faro para descobrir quem matou a vítima. Personagem recorrente: Susanna Thompson como Tenente Coronel do Exército Hollis Mann |           |                                 |                     |                                                 |                         |                            |
| 93 | 23        | "Cavalo de Tróia"               | Terrence O'Hara     | Shane Brennan e Donald Bellisario               | 8 de maio de 2007       | 13.88                      |
| Gibbs assume o cargo de Diretor enquanto Shepard está em paris em uma Conferência da Interpol. Sem jeito pra política, Gibbs lidera a investigação de um homem encontrado morto na Navy. Personagem recorrente: David Dayan Fisher como Trent Kort. |           |                                 |                     |                                                 |                         |                            |
| 94 | 24        | "Anjos Mortos"                  | Dennis Smith        | Donald Bellisario                               | 22 de maio de 2007      | 14.14                      |
| Todos os agentes de NCIS estão programadas para ter um teste de polígrafo, que Gibbs descobre ter sido organizado pela CIA. Tony e Jeanne são mantidas reféns no necrotério do hospital por um traficante e Tony finalmente encontra o homem que ele está tentando achar todos esses meses: René Benoit, conhecido como La Grenouille (Armand Assante), que se revela ser o pai de Jeanne. Personagens recorrentes: Joe Spano como Agente do FBI Fornell e David Dayan Fisher como Trent Kort. |           |                                 |                     |                                                 |                         |                            |